# 5'-Fosforibosil-4-carboxi-5-aminoimidazol
5'-fosforibosil-4-carboxi-5-aminoimidazol ou 4-carboxi-5-aminoimidazol ribonuclotídeo (abreviado na literatura em inglês como CAIR, de carboxyaminoimidazole ribotide ou carboxyaminoimidazole ribonucleotide) é um intermediário na formação (biossíntese) de purinas e de monofosfato de inosina.
É formado a partir de 5-aminoimidazol ribonuclotideo pela enzima fosforribosilaminoimidazol carboxilase (EC 4.1.1.21).